# Remigiusz Maciaszek
Remigiusz Maciaszek, pseud. Rock Alone (ur. 1 czerwca 1977 w Bolesławcu) – polski twórca internetowy, youtuber i prezenter telewizyjny.
Od 2010 roku jest właścicielem kanału RockAlone2k, jednego z pierwszych polskich kanałów na platformie YouTube, który osiągnął milion subskrypcji. Od 2018 roku współtworzy podcast Rock i Borys. W latach 2019–2022 prowadził program telewizyjny Rock w grach na kanale Polsat Games.

## Życiorys
Urodził się 1 czerwca 1977 roku, jak sam zadeklarował w jednym z wideoblogów, w Bolesławcu. Przez trzy lata studiował budownictwo na politechnice.
W 2003 roku założył własną firmę. Zanim założył kanał na YouTube, prowadził wypożyczalnię płyt DVD, pisał artykuły na portalach internetowych poświęconych tematyce gier komputerowych i tworzył materiały dla serwisu Gry-Online. 
22 lipca 2010 roku założył kanał RockAlone2k na platformie YouTube i jeszcze w tym samym roku zaczął publikować treści z gatunku Let’s Play. Z czasem zaczął nagrywać także wideoblogi. Charakterystyczna dla niego stała się łagodna forma prowadzenia. Szeroką rozpoznawalność przyniosły mu też reportaże z targów gier prowadzone z innym twórcą, Patrykiem Rojewskim. Jako jeden z pierwszych Polaków zyskał na YouTube milion subskrybentów.
W 2011 roku założył drugi kanał RMaciaszek, na którym pierwotnie miały znajdować się wideoblogi. Ostatecznie to na jego głównym kanale pojawiały się rozmaite treści, a kanał RMaciaszek został przemianowany na Rock Play i autor zaczął zamieszczać tam swoje transmisje archiwalne z Twitcha oraz treści z gatunku Let’s Play.
W sierpniu 2012 roku portal Komputer Świat wyliczył, że kanał RockAlone2k był szóstym najpopularniejszym kanałem na YouTube pod względem liczby wyświetleń i trzecim najpopularniejszym kanałem amatorskim, zaraz po Niekrytym Krytyku i Zagrajmy z Madzią.
W 2013 roku utrzymywał się w pierwszej dziesiątce polskich kanałów pod względem liczby subskrypcji. 1 kwietnia opublikował swój najpopularniejszy filmik, w którym uczy swojego syna Mikołaja grać w Minecraft. Materiał obejrzało ponad 4,5 milionów widzów. W czerwcu tego samego roku założył konto o nazwie jarockie na Instagramie, które zaobserwowało ponad 200 tysięcy użytkowników.
W 2016 roku on i inni twórcy internetowi wzięli udział w nagraniu oficjalnego dubbingu do gry Battlefield 1.
Z czasem jego prywatny blog Ja, rock przekształcił się w portal o grach współtworzony przez wielu twórców. Z tą nazwą utożsamiany był także powołany zespół, który w 2017 roku był największą polską grupą streamerską zrzeszającą ponad 40 internetowych twórców. Sukces portalu przyciągnął uwagę takich mediów jak Bankier.pl, czy Spider’s Web.
Od 28 lipca do 6 października 2017 roku tworzył serię satyryczną Rock obraża, w której w prześmiewczy sposób, podobny do roastu, komentował innych twórców na platformie YouTube. Była to najpopularniejsza seria Remigiusza Maciaszka. Powstało 8 odcinków i każdy z nich miał ponad 1,6 milionów wyświetleń. Powstały też dwa dodatkowe odcinki zatytułowane Rock obraża widzów i jeden zatytułowany Rock obraża Rocka. W niektórych odcinkach gościnnie wystąpili inni twórcy, tacy jak Naruciak, czy Krzysztof Gonciarz, którzy w podobnie prześmiewczy sposób wypowiadali się o Remigiuszu Maciaszku.
W październiku 2017 roku Społeczny Instytut Wydawniczy „Znak” wydał książkę autobiograficzną Remigiusza Maciaszka, zatytułowaną Cały ten Rock. 
Od 2018 roku prowadzi podcast Rock i Borys z reżyserem i dokumentalistą Borysem Nieśpielakiem. Odcinki znalazły się na jego głównym kanale na YouTube, a także na Spotify i na platformie Apple. Wypowiedzi z tego podcastu na temat sytuacji CD Projekt Red w 2020 roku były cytowane przez portal Gazeta.pl.
Od 22 kwietnia 2019 do 2022 roku prowadził magazyn komputerowy Rock w grach w programie telewizyjnym Polsat Games.

## Życie prywatne
Jego żoną jest Agata Maciaszek, z którą ma dwójkę dzieci, Mikołaja i Aleksandrę. Członkowie rodziny pojawiają się czasem w wideoblogach Remigiusza Maciaszka.